# Sacca (militare)
Il termine  sacca - nel gergo militare - indica lo spazio in cui viene circondato e confinato l'esercito nemico grazie a una manovra di accerchiamento. Il termine venne coniato durante la seconda guerra mondiale.
Talvolta si parla anche di sacche di resistenza, intendendo con ciò dei luoghi in cui sono concentrate le resistenze degli sconfitti in una guerra o in un'insurrezione.

## Esempi storici
Alcuni esempi di sacche:
- Durante la campagna di Francia, le forze franco-britanniche furono intrappolate in una grande sacca a Dunkerque, riuscendo in parte a sfuggire via mare.
- Durante l'Operazione Barbarossa, le forze tedesche chiusero le gigantesche sacche di Minsk (28 giugno 1941), Smolensk, (20 luglio 1941); Uman' (agosto 1941), Kiev (la più grande sacca della storia militare, nel settembre 1941, oltre 600.000 prigionieri) e Brjansk-Vjaz'ma (ottobre 1941), catturando milioni di prigionieri sovietici.
- Stalingrado, 1942-43; con il gigantesco accerchiamento il 23 novembre 1942, da parte delle forze corazzate sovietiche, della 6ª Armata tedesca, che sarebbe stata costretta alla resa il successivo 2 febbraio 1943, segnando una svolta decisiva della guerra sul Fronte Orientale.
- Velikie Luki, 1942-1943
- Nel 1944, dopo lo sbarco in Normandia, la 7ª Armata tedesca fu intrappolata nella sacca di Falaise, sfuggendo fortunosamente alla distruzione totale, dopo aver subito enormi perdite di uomini e materiali.
- Sacca di Korsun', 1944
- Sacca di Kam'janec'-Podil's'kyj, 1944
- Durante l'Operazione Bagration, l'Armata Rossa accerchiò e distrusse l'intero Gruppo d'armate Centro a est di Minsk (3 luglio 1944), infliggendo all'Esercito tedesco una delle più grandi sconfitte della sua storia.
- Nel 1945, 325.000 tedeschi furono isolati e catturati dall'esercito americano in avanzata nella regione della Ruhr
- Sacca di Braunsberg-Heiligenbeil, 1945
- Sacca di Curlandia, 1945
- Berlino, 1945
- Nelle guerre jugoslave la sacca di Medak era una zona popolata da serbi in Croazia, che fu invasa dai croati nel settembre 1993.